# اوانجلیستا توریچلی

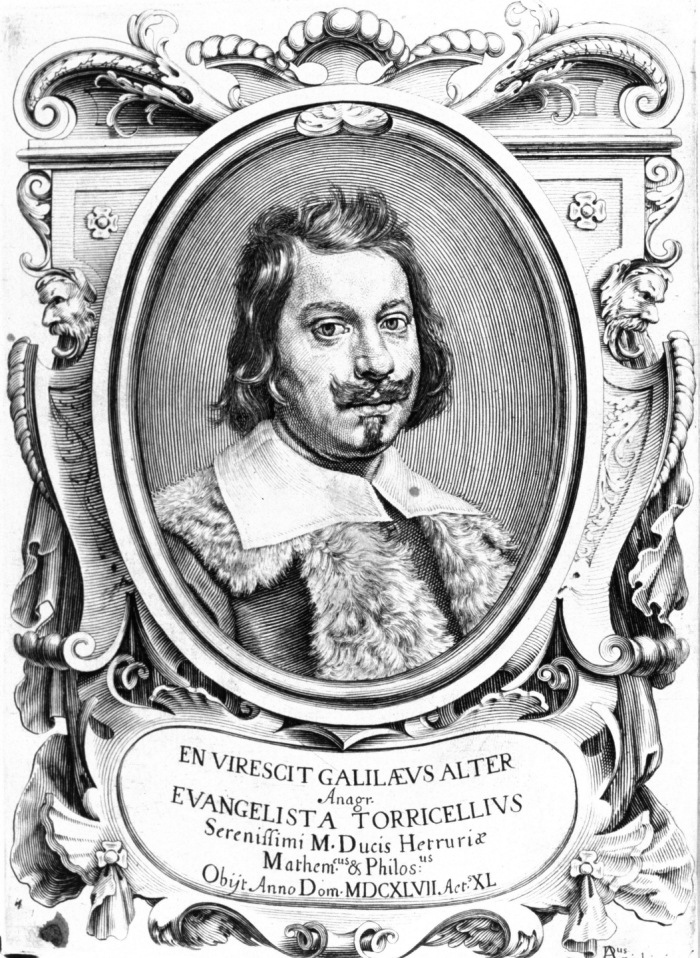

اوانجلیستا توریچلی (به ایتالیایی: Evangelista Torricelli ) ‏ (زاده ۱۵ اکتبر ۱۶۰۸ - درگذشته ۲۵ اکتبر ۱۶۴۷) ریاضیدان و فیزیکدان ایتالیایی بود. او از دانشجویان گالیله بوده است. او بیش‌تر به خاطر اختراع فشارسنج شناخته می‌شود؛ با این حال به خاطر پیشرفت‌هایش در نورشناسی و کار بر روی اصلِ کاوالیری نیز شناخته شده است.

## زندگی
نبوغ وی چشم‌گیر بود و عموی وی او را در سن ۱۶ سالگی برای تحصیل علوم و بالاخص ریاضیات، نزد بندتی کاستلی، یکی از شاگردان گالیله در رم فرستاد.
به دنبال ناتوانی ابزاری آن زمان برای کشیدن آب به سطح زمین از عمق بیش از ۳۰ متری، وی پس از دو سال تلاش توانست وسیله‌ای بسازد که مشکل را حل کند و این مقدمه‌ای برای شهرتش شد.
گالیله معتقد بود که می‌توان به خلاء کامل دست یافت، اما نتوانست به آن دست یابد. بعد از مرگ وی توریچلی توانست با استفاده از آزمایش لوله جیوه، خلأ نسبی بسازد که به خلأ توریچلی معروف است. همچنین وی دریافت ارتفاع جیوه هر روز تغییر می‌کند و بدین ترتیب اولین فشارسنج را در سال ۱۶۴۳ ساخت.